# سد ميتا
سد ميتا هو سد جاذبية يقع في محافظة شيمانه في اليابان. يستخدم السد للسيطرة على الفيضانات وإمدادات المياه. تبلغ مساحة مستجمعات المياه في السد 2.2 كيلومتر مربع. يحجز السد حوالي 4 هكتارات من الأرض عندما يمتلئ ويمكنه تخزين 391 ألف متر مكعب من المياه. بدأ بناء السد في عام 1971 واكتمل في عام 1978. 